# Aardbeving Puebla 2017
Op 19 september 2017 werd Mexico getroffen door een aardbeving met een kracht van 7,1 op de momentmagnitudeschaal. De aardbeving vond plaats om 13.14 uur lokale tijd (18:14 UTC) en het epicentrum bevond zich 55 km zuidelijk van de stad Puebla in Centraal-Mexico.
De eerste rapporten spraken van honderden slachtoffers en materiële schade in de deelstaten Puebla en Morelos en in Mexico-Stad en omgeving.